# Municipio de Chahal
Municipio de Chahal är en kommun i Guatemala.   Den ligger i departementet Departamento de Alta Verapaz, i den centrala delen av landet, 160 km nordost om huvudstaden Guatemala City.